# NGC 813
NGC 813 este o galaxie lenticulară situată în constelația Hidra Australă. A fost descoperită în 24 noiembrie 1834 de către John Herschel.